# Schwarzwand (Mangfallgebirge)
Die Schwarzwand ist ein 1364 m ü. NHN hoher dem Geierstein im Mangfallgebirge nordöstlich vorgelagerter Gipfel. Über den Sattel zwischen Geierstein und Schwarzwand führt der Maximiliansweg. Der Gipfel besitzt die für die Geiersteingruppe typischen Felsabbrüche, hier ca. 30 m nach Norden abfallend. Auf den Gipfel führen keine Wege, lediglich vereinzelte Pfadspuren, zunächst über eine Almwiese, dann am Grat entlang.

## Galerie

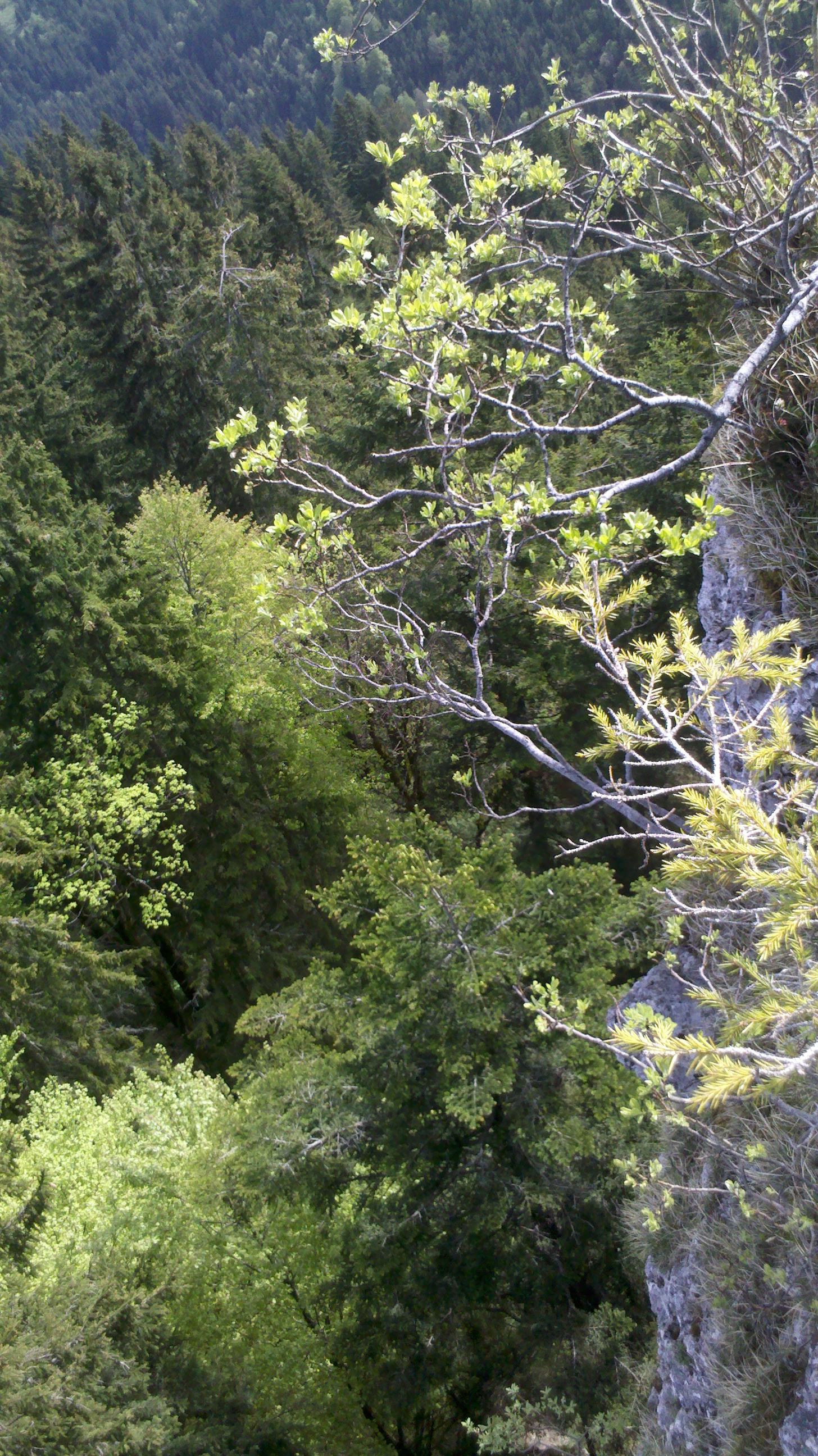
Wandabfall auf der Nordseite